# Sciacchetrà
Le Sciacchetrà est un vin liquoreux d'appellation élaboré dans la province de La Spezia, en Ligurie. Il est protégé par une Denominazione di origine controllata depuis 1973 et produit dans les zones côtières des Cinque Terre. Cette appellation est revendiquée par les cinq villages de Riomaggiore, Manarola, Corniglia, Vernazza, Monterosso al Mare qui produisent aussi le Cinque Terre DOC avec les mêmes cépages. Le Sciacchetrà, issu des vignobles du parc national des Cinque Terre, a été reconnu comme Presidio Slow Food.

## Histoire
Depuis l'an 1100, la culture de la vigne a été développée sur des terrasses édifiées par l'homme et soutenues par des murs en pierres sèches.
Dante le cite dans le chant XXIV du sixième cercle du Purgatoire, Pétrarque en parle dans son monumental poème latin Africa et Boccace, dans son Décaméron, lui donne le nom de Vernaccia di Corniglia.
À Avignon, Clément VI apprécia la Vernaccia des Cinque Terre. Il y faisait noyer un collier d’anguilles qui était ensuite apprêté dans cette sauce. Le pontife dégustait alors ce mets avec forces lampées de ce même vin. Celui-ci portait alors le nom de son cépage souvent confondu avec le grenache.

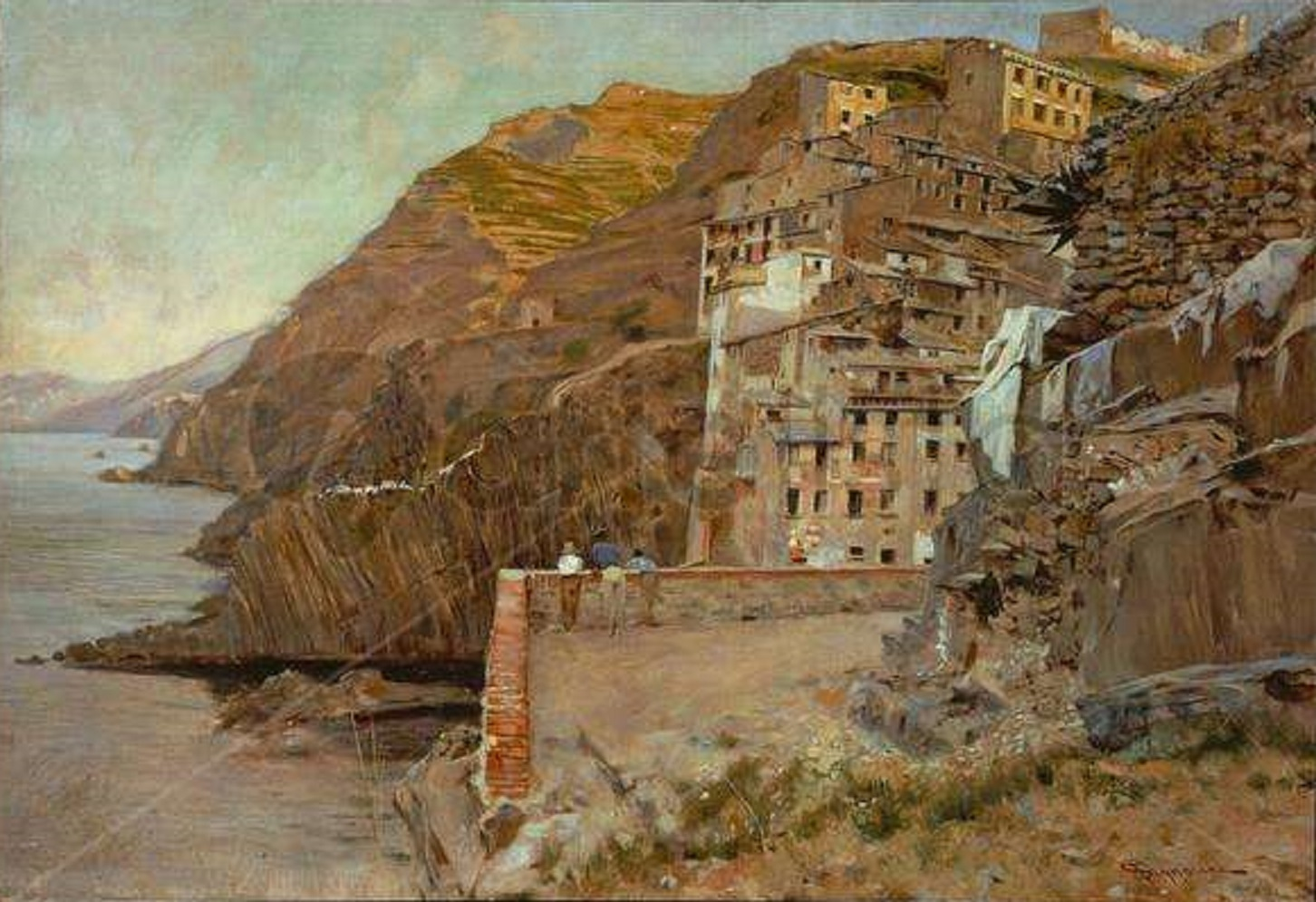
Riomaggiore et son vignoble par Telemaco Signorini.

L'origine du nom reste incertain, mais les personnes les plus âgés l’appellent toujours renfursà. Le terme Sciacchetrà, sous lequel il est commercialisé, a commencé à être utilisé seulement à la fin du XIXe siècle. Il semble que l'un des premiers à s'en servir fut le peintre Telemaco Signorini, qui désigne ainsi ce vin dans son journal tenu lors de ses différents séjours à Riomaggiore. L'étymologie de ce mot viendrait du verbe local sciacàa, qui indique la façon d'écraser les raisins, puisqu'en dialecte ligure, sciacchetrà signifie écrasé.

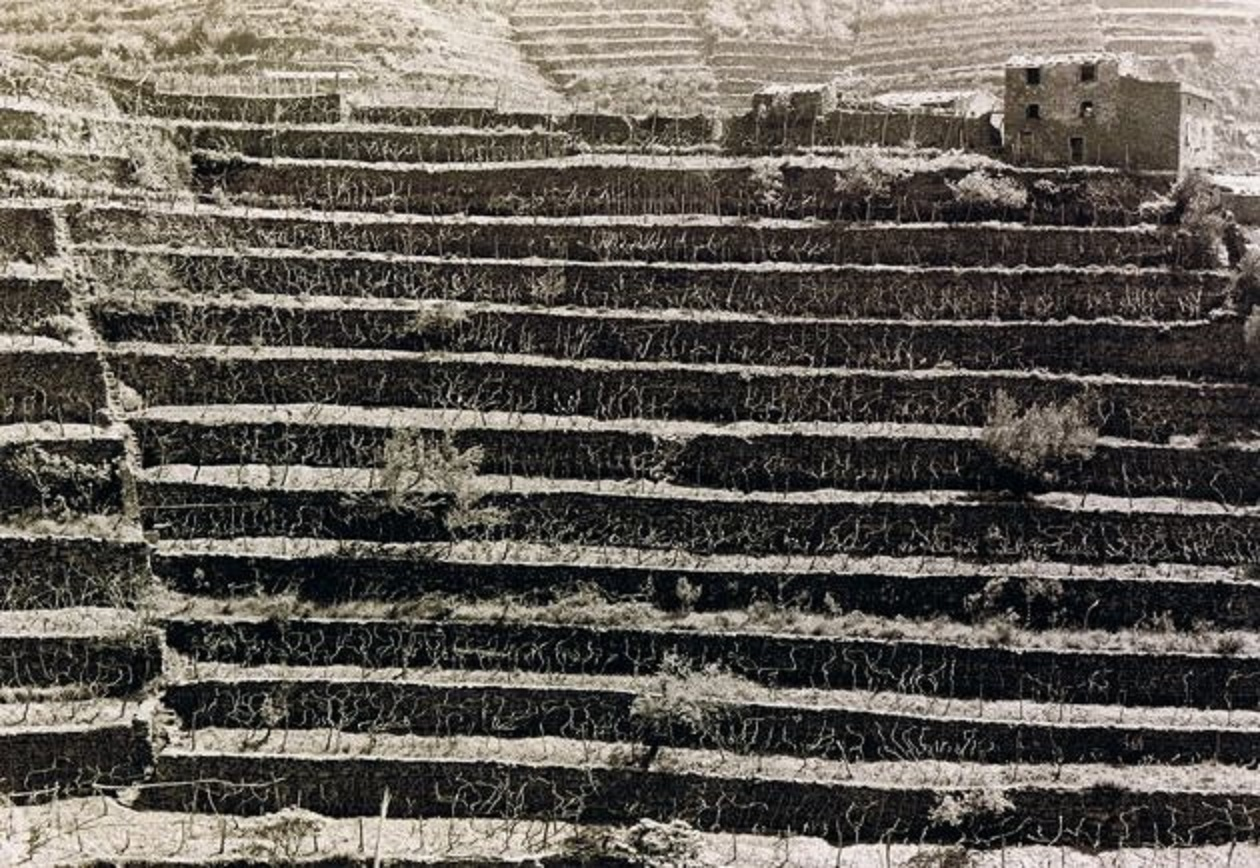
Terrasses de vignes et maison abandonnée à Riomaggiore.

Au début du XXe siècle, le phylloxéra arriva tardivement dans les Cinque Terre la zone n'ayant aucune voie de communication avec le reste de la province. La destruction du vignoble provoqua l'effondrement de l'économie locale et l'émigration des villageois de Cinque Terre qui vivaient uniquement de leurs vignes.
Elles furent replantées et remplacées par des hybrides. Mais un grand nombre de terrasses ne furent pas remise en culture. Lors des années 1960 à 1980, un déclin démographique dû à une importante émigration de la population à la recherche de meilleures conditions de vie, provoqua un nouvel abandon des terrasses des Cinque Terre.
En dépit de l'obtention de l'appellation DOC, le 29 mai 1973, le Sciacchetrà ne fut commercialisé qu'à partir de 1985, quand la Cooperativa Agricoltura commença à l'élaborer.

## Géographie

### Orographie

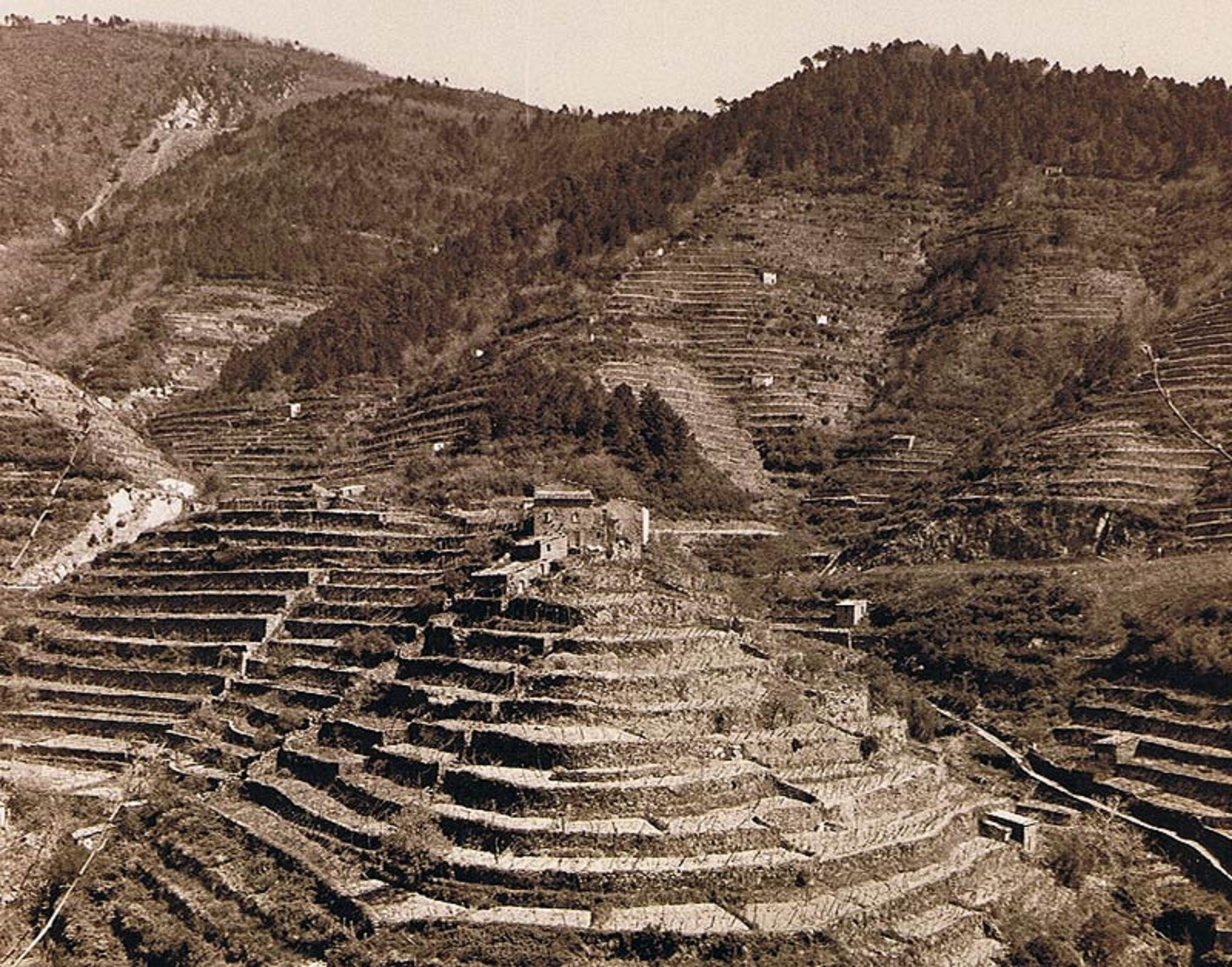
Terroir viticole de Riomaggiore.

Le paysage est caractérisé par une étroite bande de terre comprise entre la mer Méditerranée et la ligne de crête qui les séparent du Val di Vara et du golfe de La Spezia. La zone montagneuse est parallèle à la côte et comprend des sommets de faible altitude comme le Mont Malpertuso (815 mètres) ou le Mont Vè (486 mètres), mais proches de la mer, provoquant une inclinaison importante. Sur ces dénivellations, les terrasses où sont cultivées les vignes couvrent une distance linéaire de près de 6 000 kilomètres et une superficie d'environ 2 000 hectares. Les vignobles se trouvent uniquement sur celles qui ont été construites sur le Macigno, le Canetolo et le Monte Veri.

### Géologie
Le terroir viticole est composé presque exclusivement par des grès où s'intercalent des couches d'argile et de carbonates allant de la fin du Crétacé à l'Éocène. Des zones détritiques se trouvent sur tout le secteur viticole. Elles sont dues tant à l'action de l'homme qu'à des agents naturels comme les orages ou les inondations.

### Climat
Les Cinque Terre connaissent un climat méditerranéen très doux grâce à la présence de l'Apennin qui offre un abri contre les vents du nord. Comme le reste de la Riviera, il s'agit d'une région de Ligurie où les températures les plus élevées sont enregistrées pendant les mois de juillet et août et les températures hivernales sont plus douces que la moyenne. Les pluies sont généralement de courte durée, généralement en automne et au printemps.
| Mois                              | jan. | fév. | mars | avril | mai  | juin | jui. | août | sep. | oct. | nov. | déc. | année                                        |
| --------------------------------- | ---- | ---- | ---- | ----- | ---- | ---- | ---- | ---- | ---- | ---- | ---- | ---- | -------------------------------------------- |
| Température minimale moyenne (°C) | 2,7  | 3,2  | 5,3  | 8,8   | 12,2 | 15,9 | 18,2 | 17,9 | 15,1 | 11,6 | 7,3  | 4,4  | 10,2                                         |
| Température moyenne (°C)          | 6,1  | 6,8  | 9,4  | 12,7  | 16,5 | 20,2 | 22,8 | 22,3 | 15,4 | 15,5 | 10,7 | 7,6  | 12,6                                         |
| Température maximale moyenne (°C) | 9,5  | 10,4 | 13   | 16,6  | 20,8 | 24,5 | 27,4 | 26,7 | 23,6 | 19,3 | 14,2 | 11,2 | 18,1                                         |
| dont pluie (mm)                   | 130  | 122  | 129  | 140   | 73   | 68   | 50   | 68   | 98   | 179  | 215  | 214  | erreur pluie-ann n'est pas un nombre (1 485) |

Le 25 octobre 2011, en début d’après-midi des trombes d’eau se sont abattues durant trois heures sur la province de La Spezia. Selon les services météorologiques, entre 200 et 500 millimètres de pluie sont tombés, du jamais vu,. La zone la plus touchée a été le site touristique des Cinque Terre, où sept personnes, dont un secouriste, ont trouvé la mort.
Les ruisseaux, fossés et autres petits cours d’eau se sont très rapidement gonflés, creusant sur la côte des fossés escarpés en surplomb de Vernazza et de Monterosso al Mar. En quelques minutes la force des flots a emporté dans un torrent de boue, vignes, arbres, pierres, véhicules, etc. Seuls les villages de Manarola, Riomaggiore et Corniglia, épargnés par les pluies diluviennes, ont subi des dommages minimes.

## Vignoble

### Présentation
Une bonne partie du parc national des Cinque Terre est couvert presque entièrement par les vignobles DOC Cinque Terre (150 ha). Classé en péril par l'UNESCO, à la suite de l'abandon progressif des terrasses cultivées, la restauration de ce terroir viticole a été pris en charge par l'administration du parc qui organise chaque année des chantiers de travail. Le sauvetage nécessite à la fois la consolidation et la reconstruction des murets de pierres sèches qui soutiennent les vignobles. Ce site est inscrit  au patrimoine mondial de l'humanité depuis 1997.

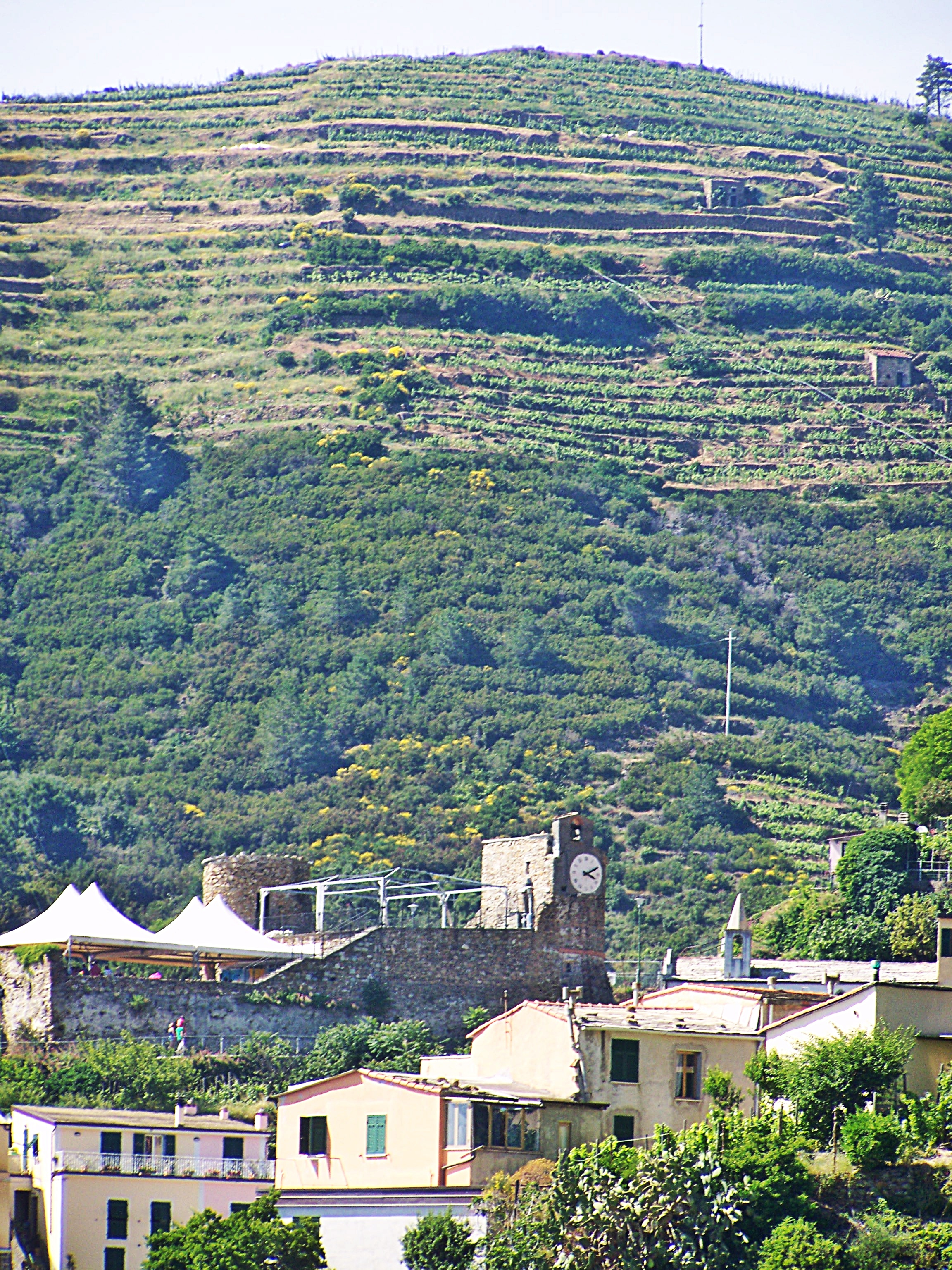
Vignoble de Riomaggiore.
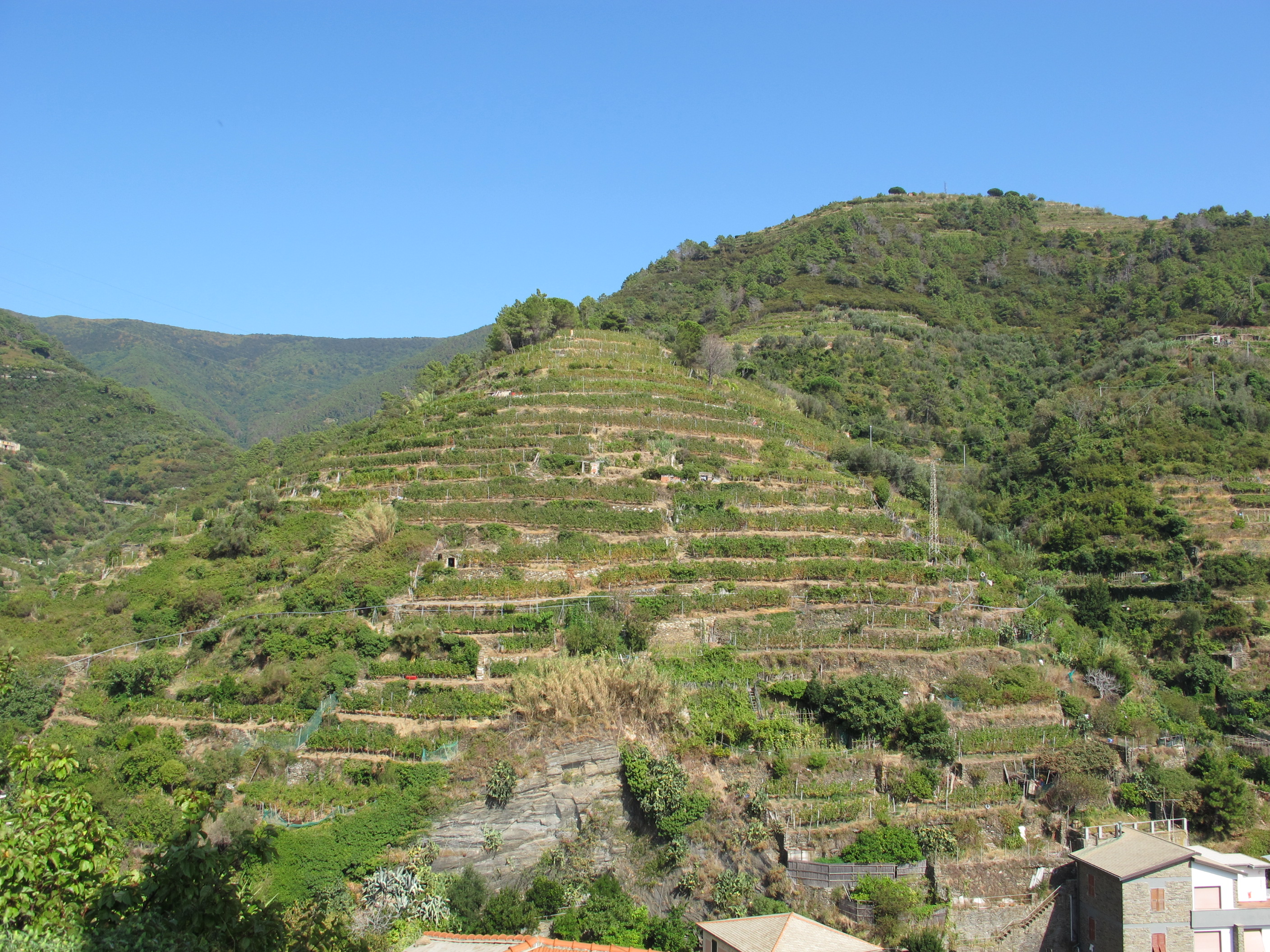
Vignoble de Vernazza.
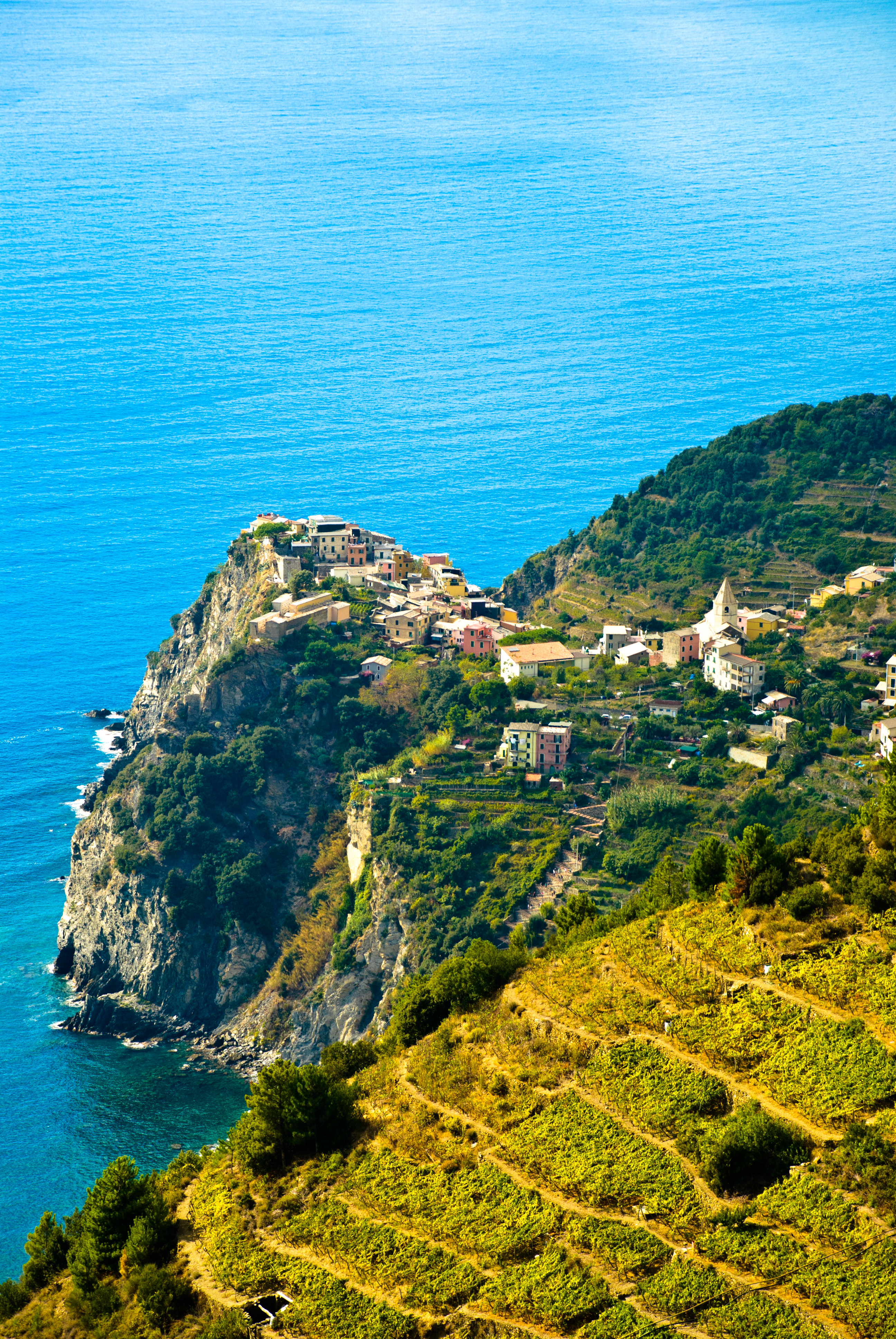
Vignoble de Corniglia.
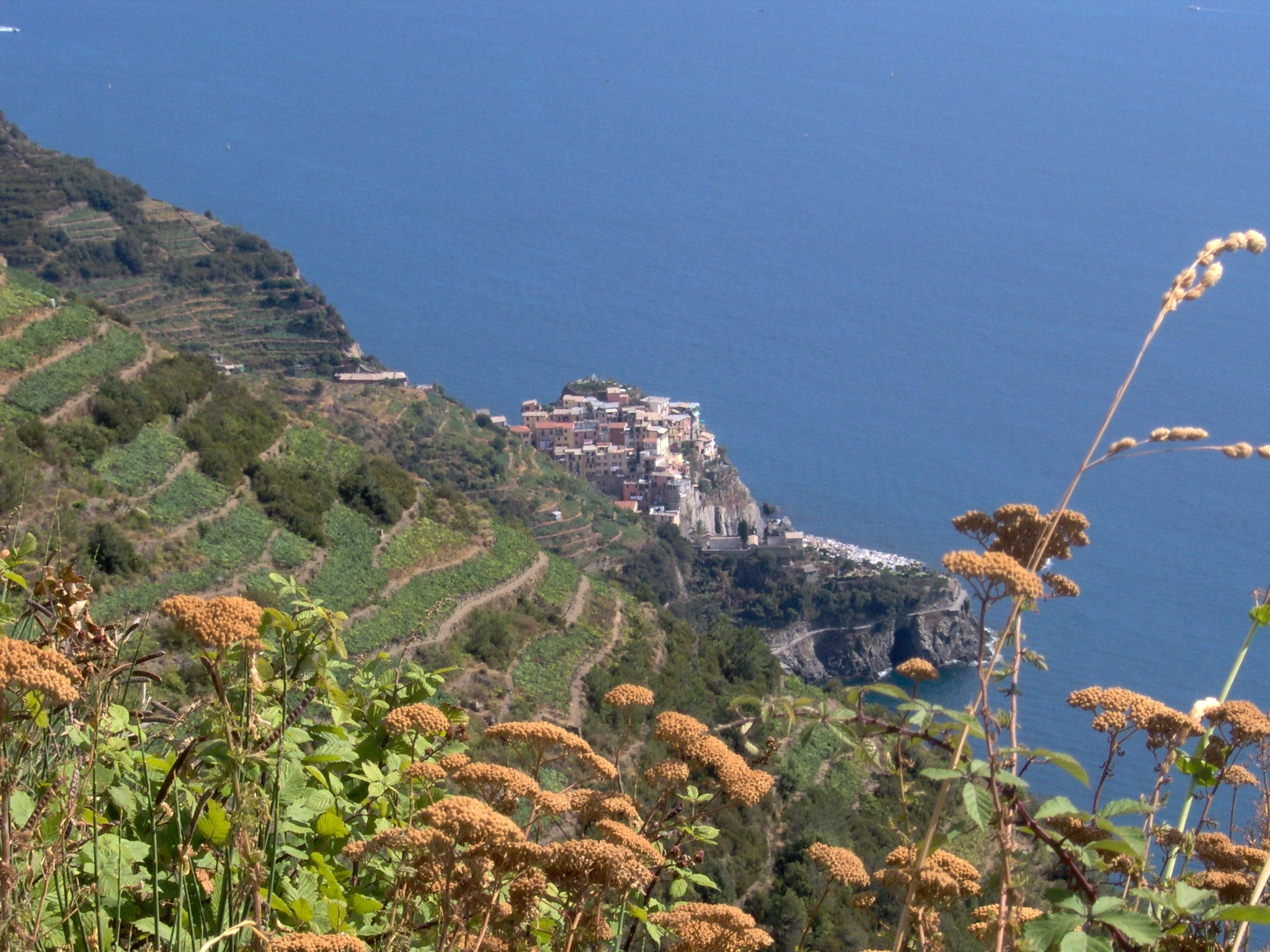
Vignoble de Manarola.
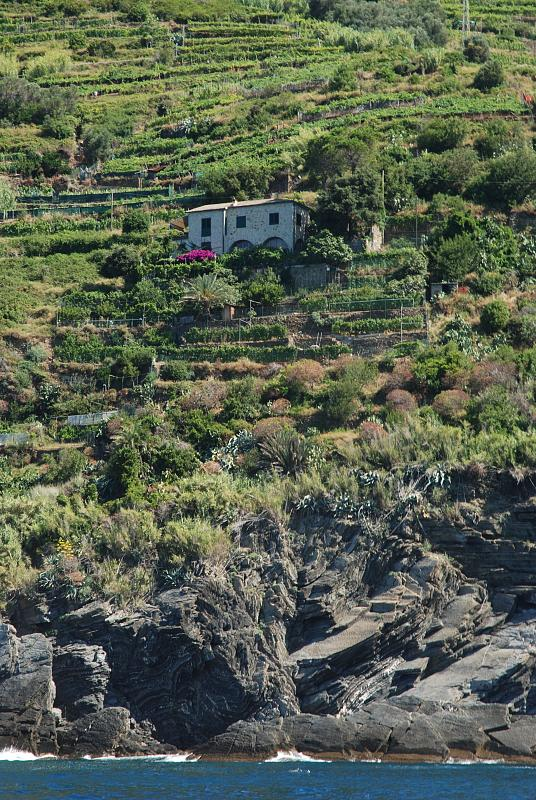
Vignoble de Monterosso al Mare.

Il est produit dans les cinq villages accrochés à la montagne au-dessus ou au bord de calanques : Monterosso, Vernazza, Corniglia, Manarola et Riomaggiore mais la zone de production s'étend jusqu'à Tramonti di Biassa et Tramonti di Campiglia, hameaux de La Spezia.

### Encépagement
Ce vin a comme cépages 60 % Bosco, Vermentino et Albarola 40 %. La Sciacchetrà a tendance à préférer le raisin Bosco comme la peau des raisins est plus durable et résiste mieux tant aux intempéries qu'au passerillage. L'Albarola donne une couleur jaune paille vert très clair et parfum neutre, le Vermentino donne une couleur jaune paille vert foncé avec une texture fine et des arômes frais.

### Méthodes culturales et réglementaires

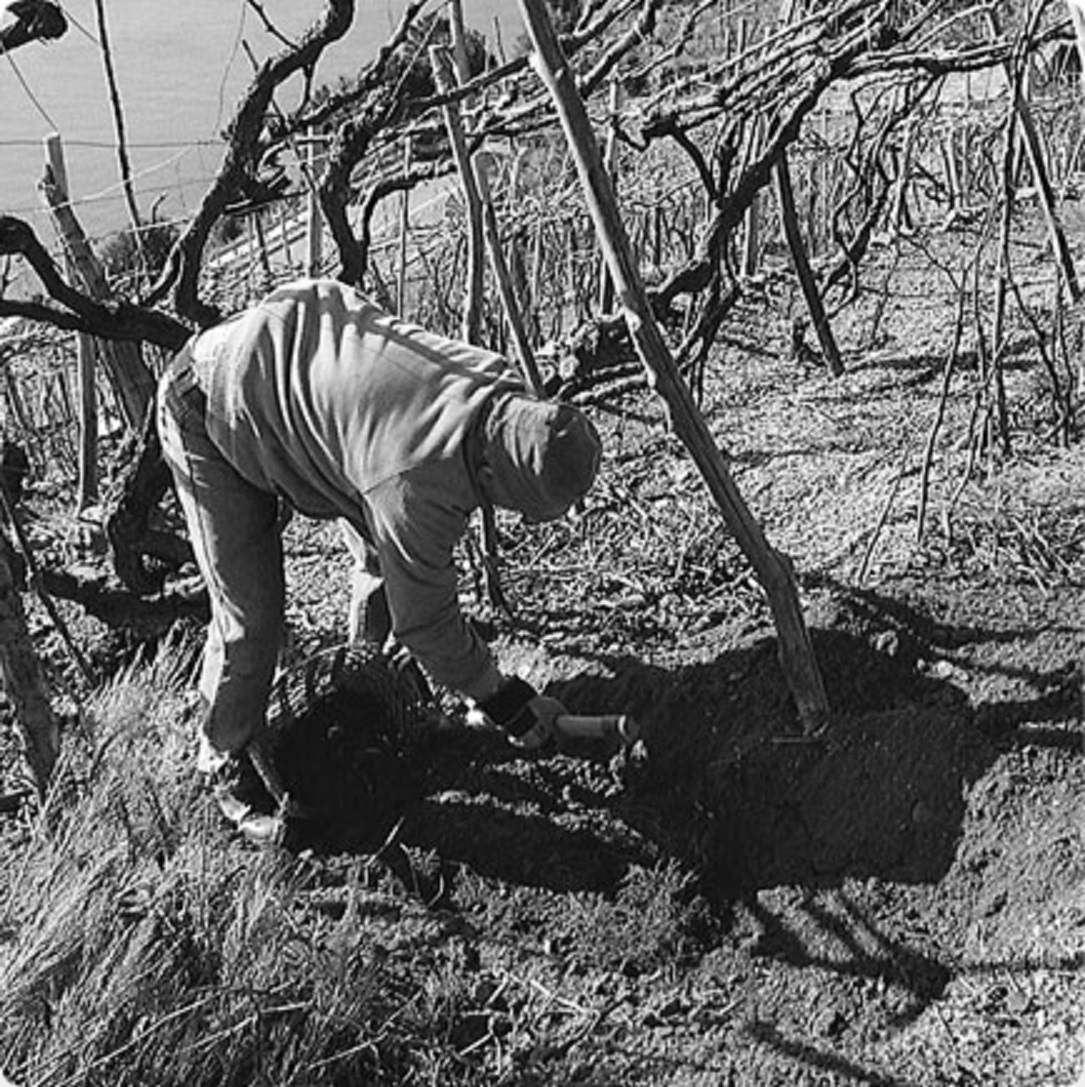
Travail sous la pergoletta.

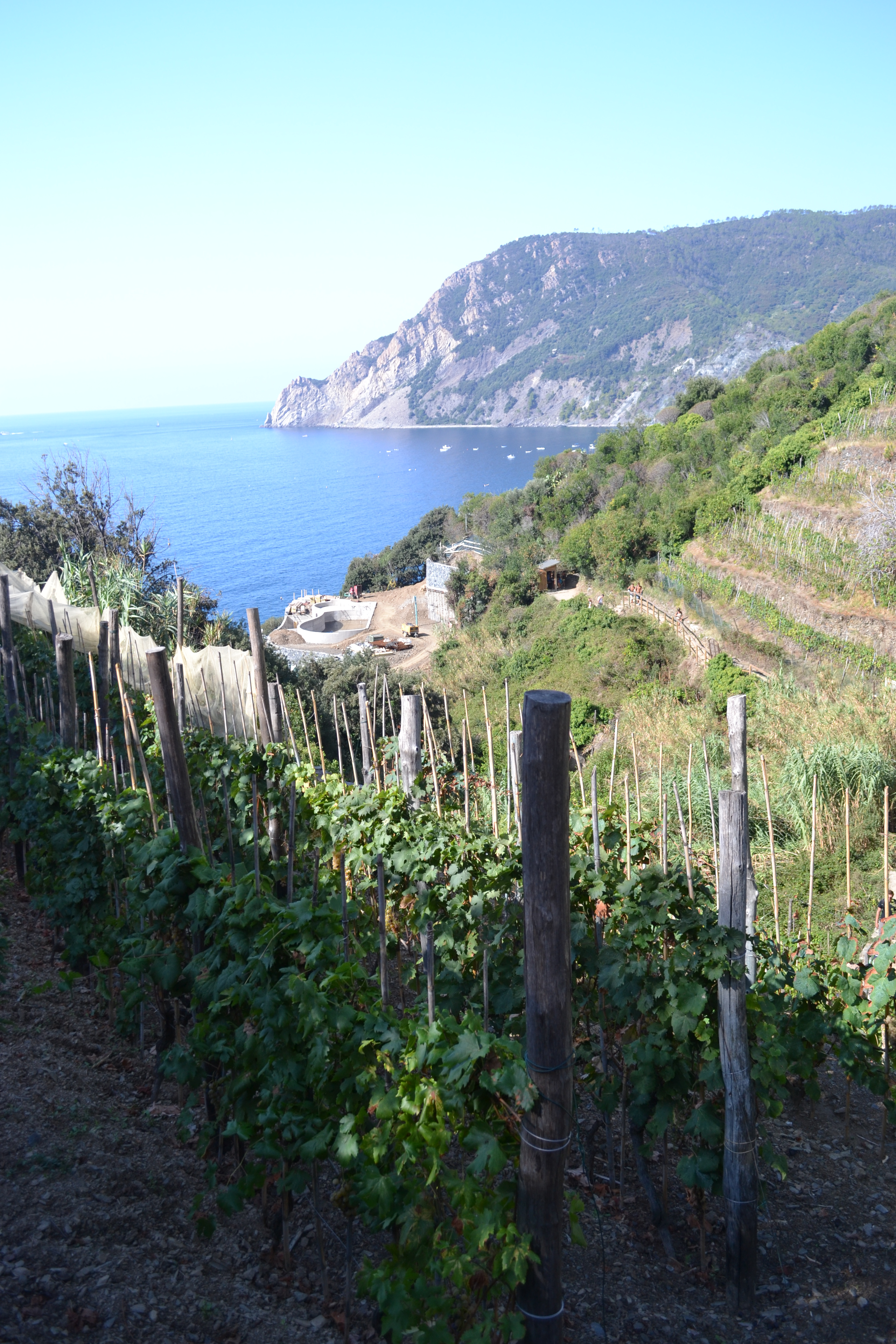
Vignes conduites en rangs dans les Cinque Terre.

Pour avoir droit à l'appellation, les vins doivent provenir de vignobles sis uniquement sur des terrains montagneux. Sur ces pentes escarpées, rocailleuses, arides et peu irriguées, les grappes ne sont jamais très grosses et les baies ne contiennent que peu de jus. L'exposition à un fort ensoleillement et des vents obligent à tailler la vigne assez bas. Elle est conduite sur des pergolas d'un mètre de haut et le travail se fait le plus souvent accroupi.
Cette conduite en pergoletta, terme et méthode spécifique des Cinque Terre, permet d'éviter le stress hydrique et les brûlures des feuilles dues aux embruns et au sel. Cependant, quelques viticulteurs commencent à conduire leur vignoble en rangs mais cela oblige à mettre en place un système d'irrigation. L'eau est apportée sur place grâce à des canalisations, dont la mise en place est financée par la cantina sociale (cave coopérative).
Le cahier des charges est essentiellement le même que pour le Cinque Terre blanc, sauf pour les étapes immédiatement après la vendange.

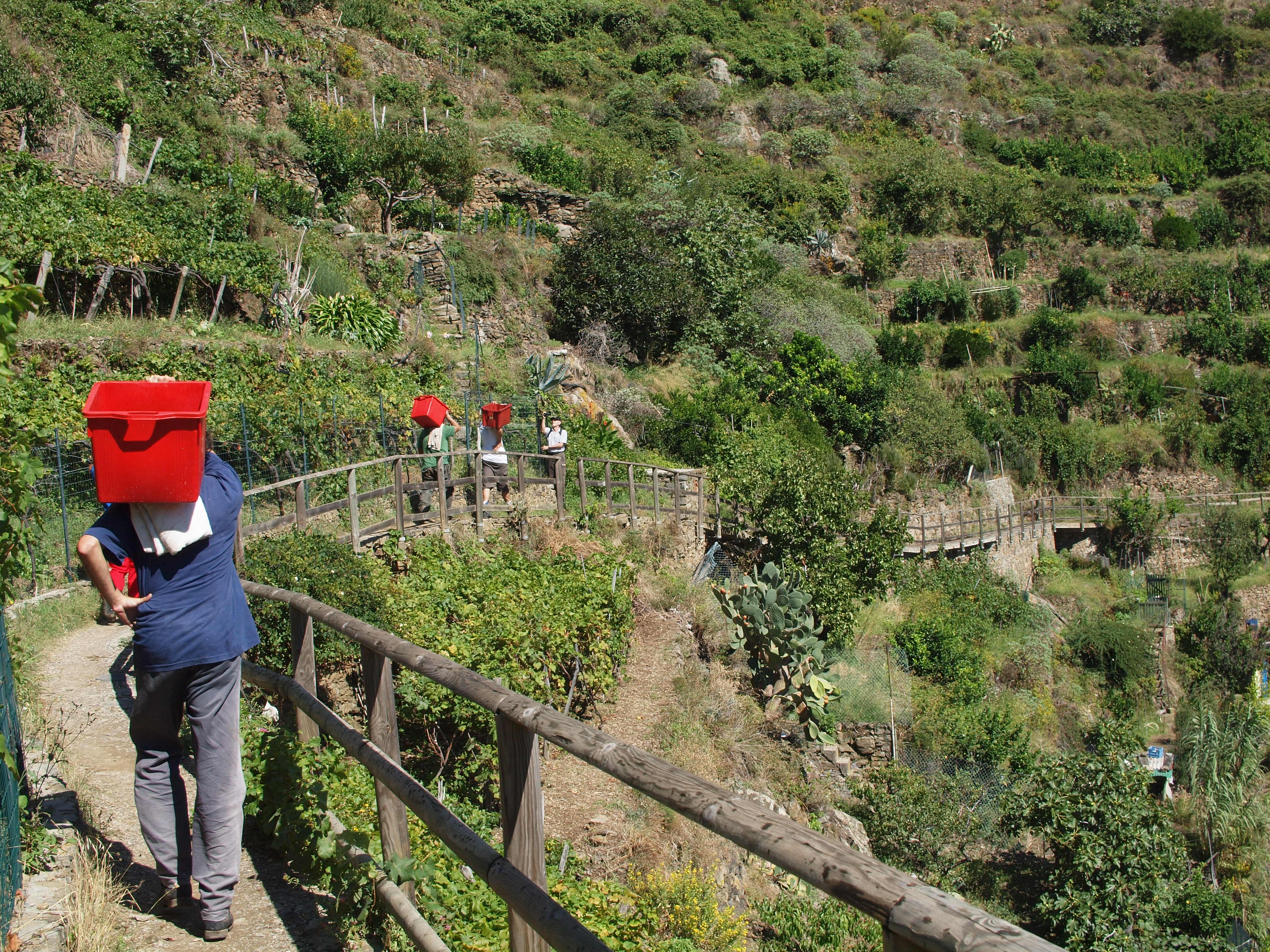
Descente de la vendange à dos d'homme à Manarola, le 9 octobre 2010.

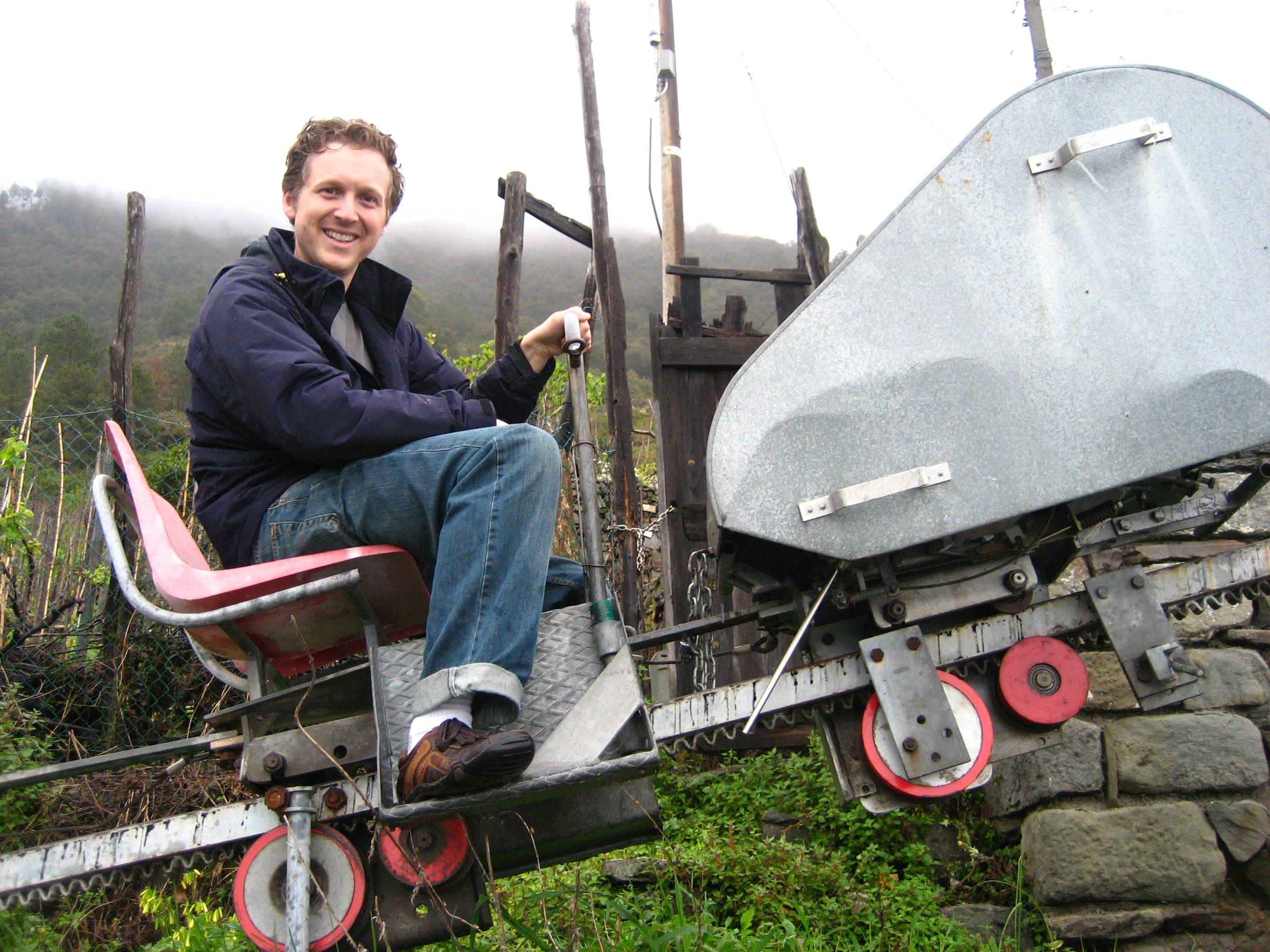
Le trenino.

La seule intervention structurelle possible pour moderniser la viticulture a été la création du monorail en 1980. C'est l'Association des Vignerons, fondée en 1973, qui a mis en œuvre cette infrastructure dans le cadre de la Cooperativa Agricola. Servant au transport des matériaux et des personnes, elle a redonné un nouvel élan à la viticulture. Long de à 16 km, le monorail est situé dans les pentes les plus raides et les plus lointaines. Les petits trains à crémaillères, appelés localement trenino, qui l'utilisent sont mus par un petit moteur thermique et permettent de descendre sans effort les raisins vers les caves. Mais aujourd'hui encore, suivant l'emplacement des vignes, « on porte les corbeilles pleines de raisins sur l'épaule ou sur la tête, en marchant en équilibre instable sur les bords étroits des bandes, en essayant d’éviter les fils de fer qui, plantés dans le mur, servent à tenir tendus les tonnelles, en frôlant les ciuende de bruyère servant à protéger les sarments du vent du sud-ouest. ».

### Vinification

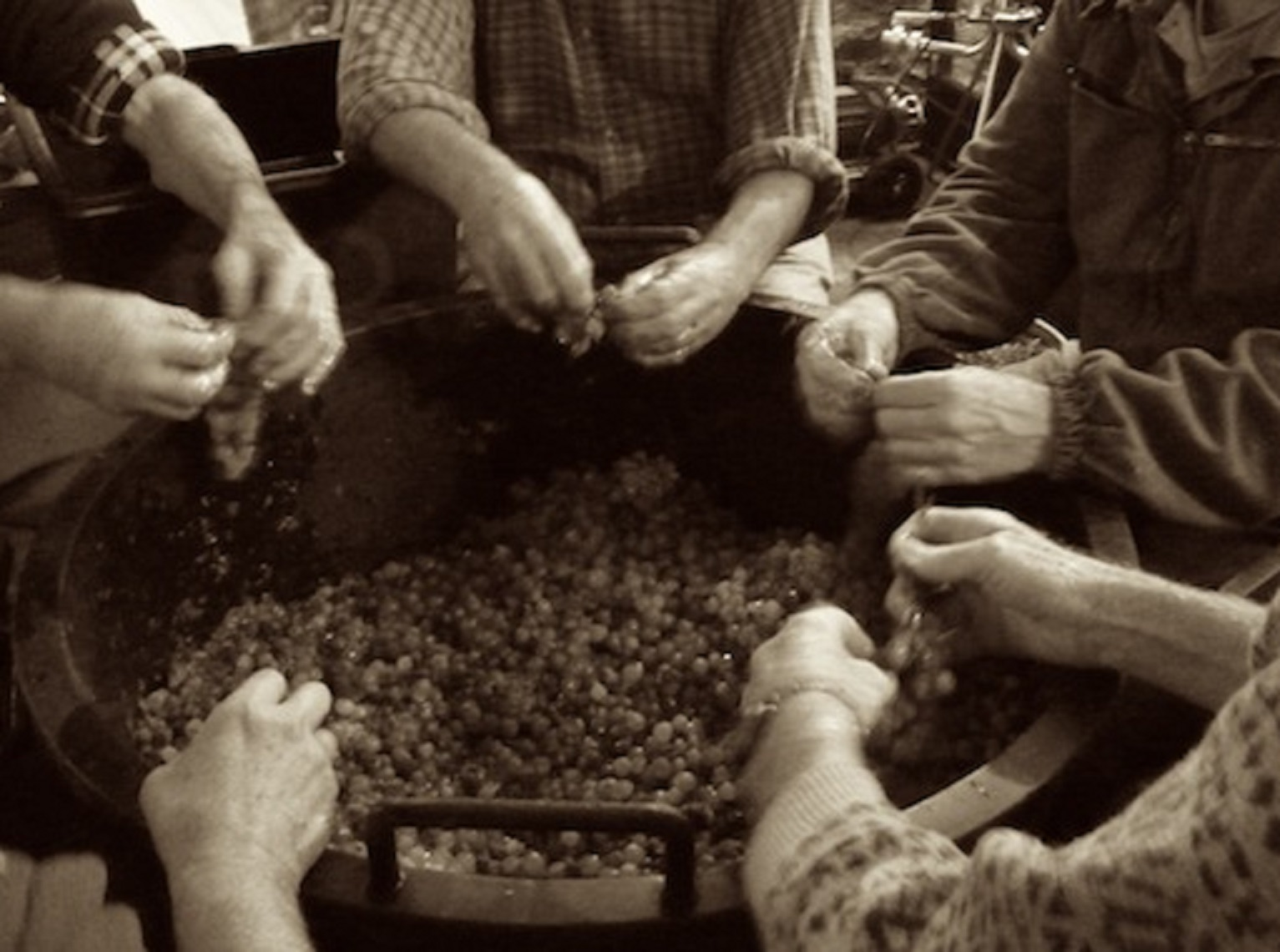
Tri des raisins pour le Sciacchetrà.

Chaque famille en produisait une petite quantité qui était utilisée pour des événements marquants tels que la naissance, le mariage ou la mort. Il servait comme un cadeau pour remercier et honorer les notables (médecin, avocat, prêtre, etc.) ou pour demander une faveur. Lors des vendanges le raisin était sélectionné. Il devait avoir une forte concentration de sucre qui était signalée par la couleur des baies aux nuances d'or. Après la vendange, les grappes étaient mises à sécher jusqu'à la fin novembre.

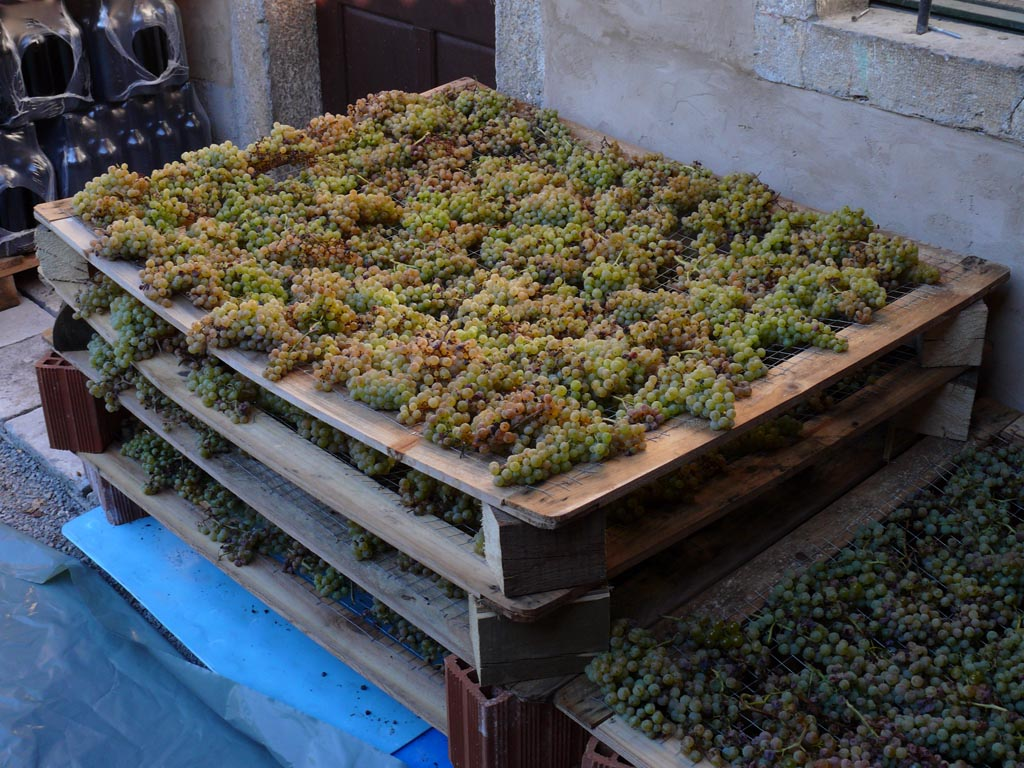
Grappes mises à sécher sur des claies.

Actuellement, le processus de séchage commence lorsque les raisins ont atteint le plus haut degré de maturation et les baies commencent à perdre leur eau. Elles sont mises à sécher sur des supports ventilés. Le passerillage dure jusqu'à ce que la concentration de sucres dans les grains de raisin atteigne un potentiel alcoolique d'au moins 17 %.
Ce passerillage dure environ deux mois et la vendange perd les 2/3 de son volume. Durant tout ce temps, les raisins sont protégés du soleil par des bâches, ce qui permet une meilleure concentration des acides et des sucres (environ 400 g/l). La fermentation est très lente, en raison de cette forte teneur en sucre qui freine l'action des levures. Comme tous les vins passito, le Sciacchetrà fini a une teneur en sucre d'au moins 14 g/l. Son degré d'alcool est de 17 % dont au moins 13,5 % acquis.
Un litre de Sciacchetrà est produit par pressurage des raisins secs équivalant à dix kilogrammes de raisins frais. Il est produit 2 367 hectolitres de Sciacchetrà.

### Type de vin
Le Sciacchetrà se présente dans une robe de couleur jaune pâle or dans sa jeunesse et évolue, avec l'âge, vers du vieil or aux reflets ambrés. Chaque année de vieillissement renforce sa couleur en intensité pour revêtir dans sa plénitude une robe d'ambre dorée,.
Son nez est très intense et persistant, il dégage à l'agitation des senteurs de figues, d’oranges et d’abricots confits, associées à des notes élégantes de miel et de fruits secs. En bouche, il est marqué par sa douceur, jamais écœurante, et son harmonieux équilibre entre chaleur et fraîcheur. Long en bouche, tapissant et enveloppant le palais, sa finale confirme sa richesse aromatique,.

### Embouteillage
Le Sciacchetra est commercialisé dans des bouteilles de 37,5 cl de forme spécifique. Il atteint son optimum après plusieurs années de vieillissement en bouteille.

## Vins et terroir

### Lieux-dits
Les noms de lieux-dits sont autorisés lorsqu'ils sont inclus dans les municipalités et hameaux de la zone d'appellation.

### Passito et riserva
Ces deux vins se différencient par leur élevage. Le Sciacchetrà passito, après un an de vieillissement, acquiert une robe jaune or avec des reflets ambrés. Il dégage à l'agitation des arômes miellés ; en bouche, il est harmonieux, bien structuré et corsé, avec une belle longueur et un arrière-goût d'amande.
Quant au Sciacchetrà riserva, qui vieillit trois ans, sa robe est plus foncée et va du doré à l'ambré. Son nez est intense et ses arômes marqués et agréables, caractéristique des fruits secs. C'est un vin  harmonieux, bien structuré et corsé, très long en bouche avec un arrière-goût d'amande et de pain d'épices.

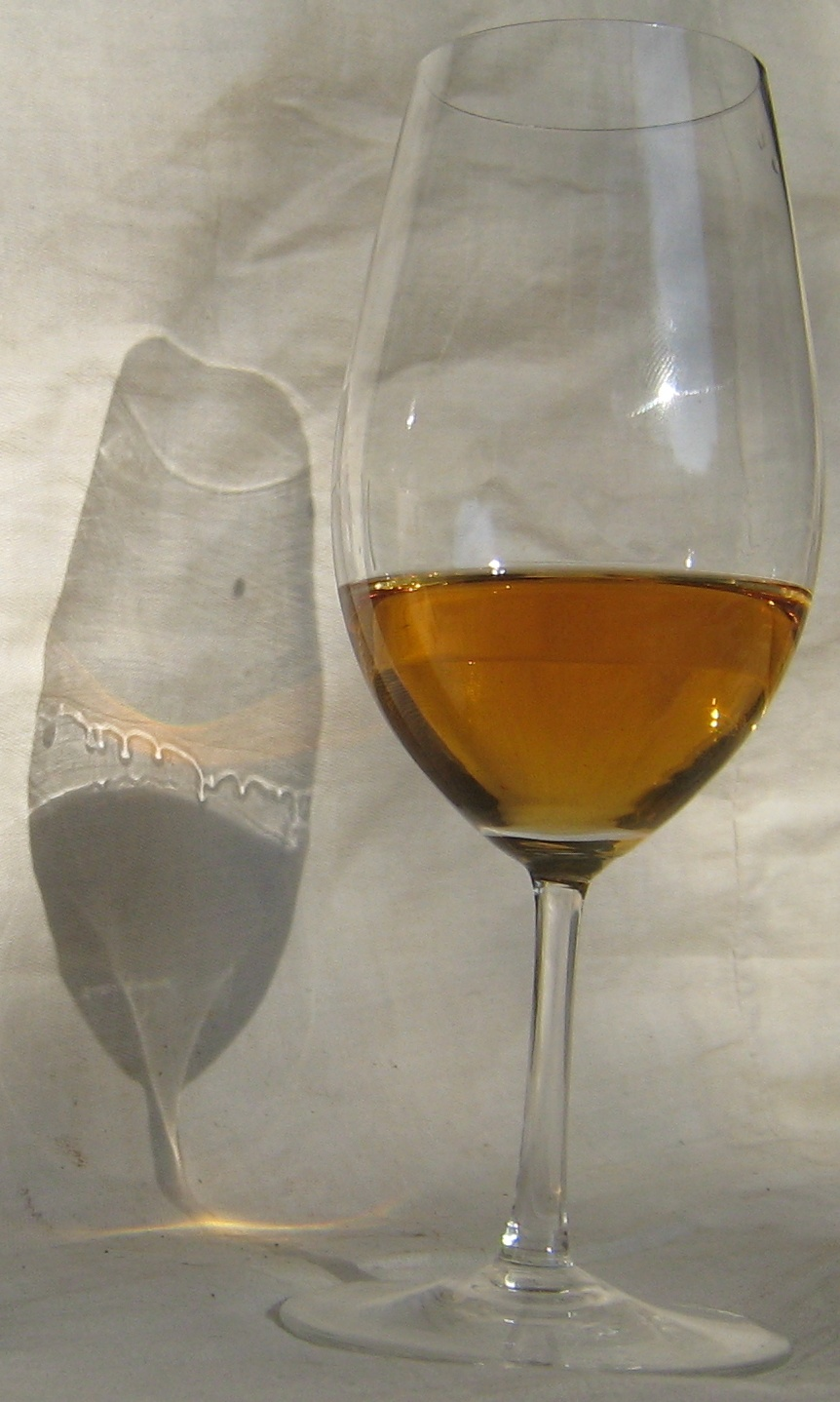
Vieux passito.
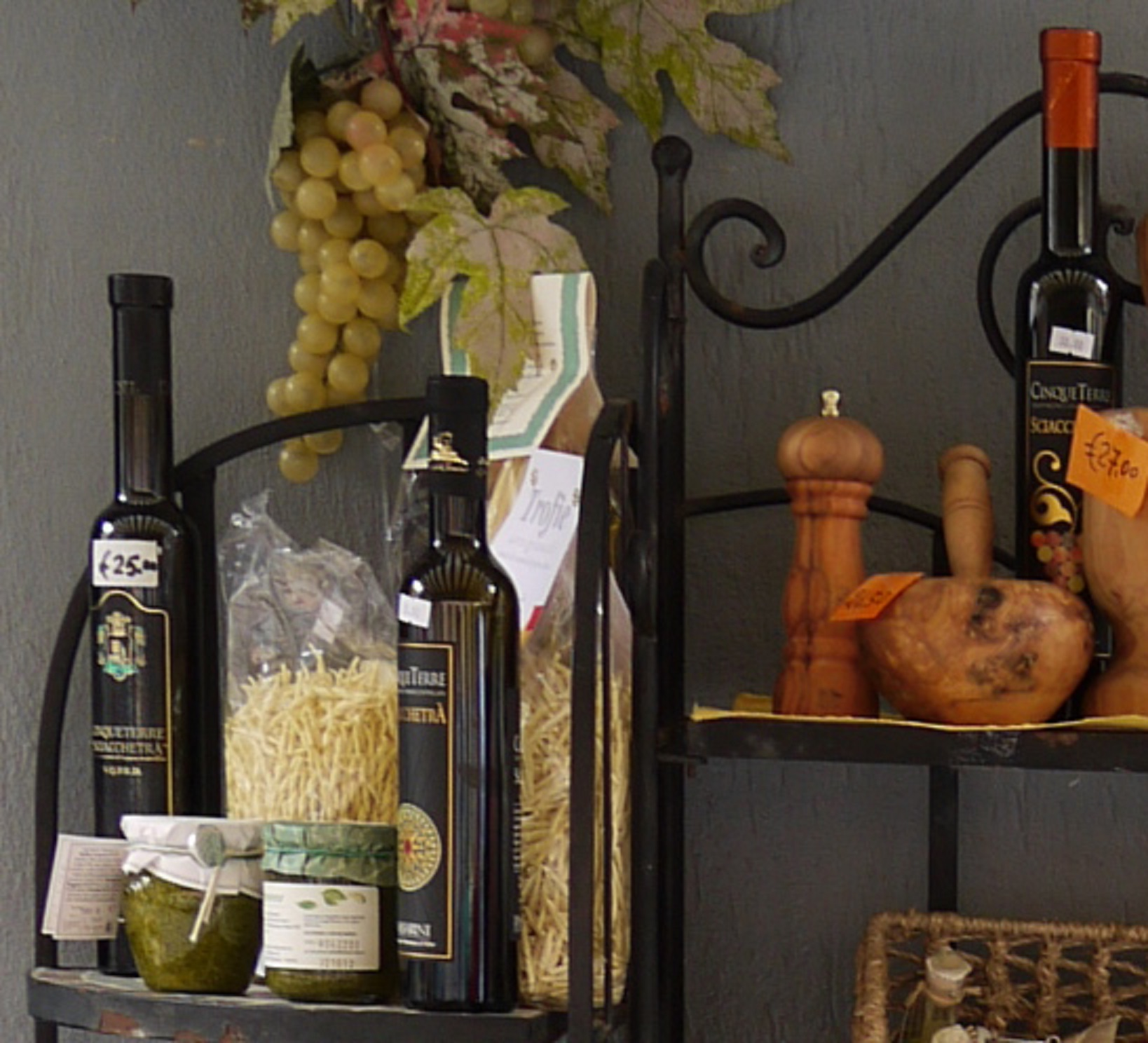
Bouteilles de Sciacchetrà.
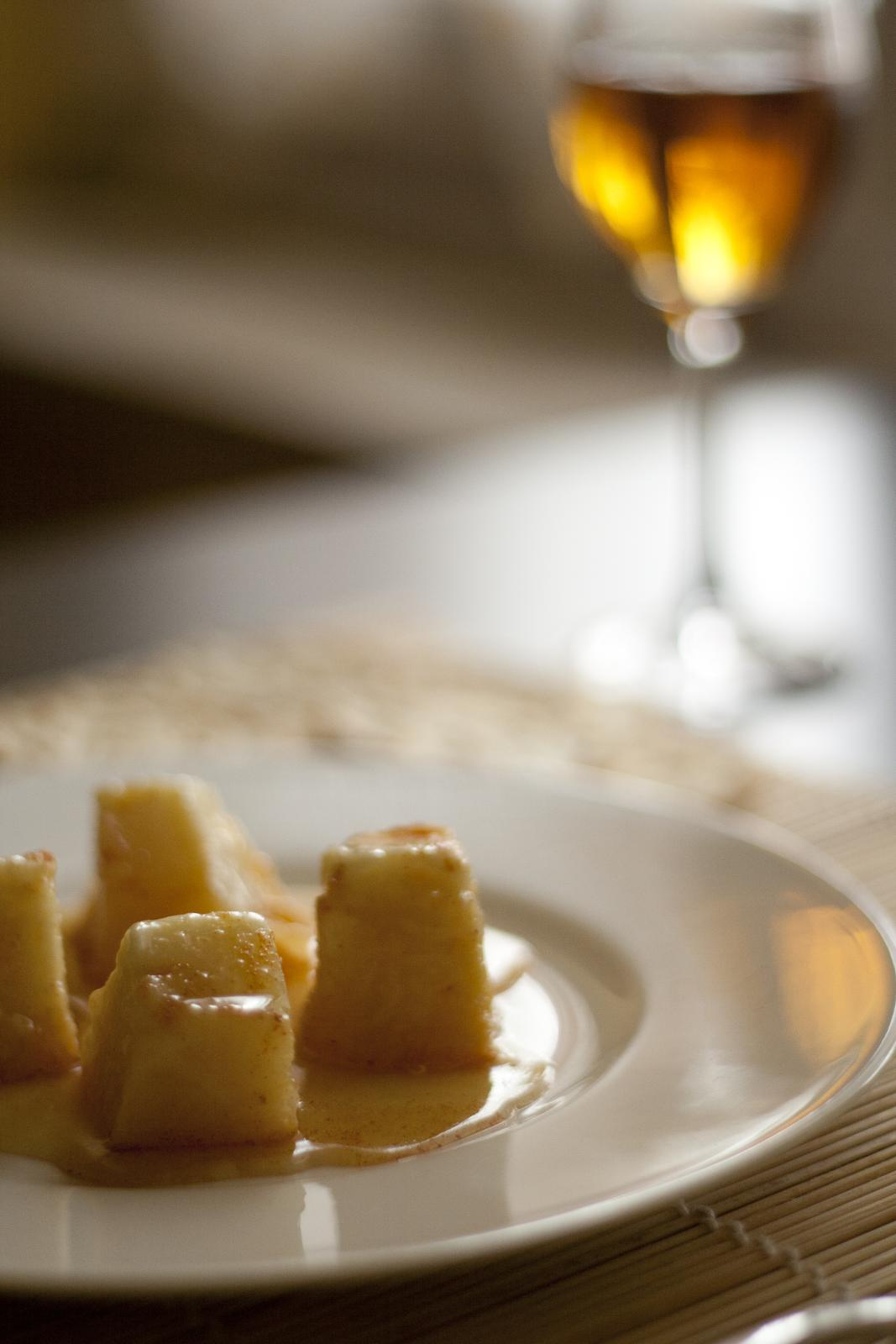
Fromage et passito.

## Vin et gastronomie
La température de service du Sciacchetrà se situe entre 12/14 °C,. Ce vin liquoreux accompagne traditionnellement les desserts de la cuisine locale comme le pandolce de Gênes, le pan del marinaio (sorte de brioche), les canestrelli (biscuits au beurre) et les baci di Alassio (confiseries avec un cœur en chocolat), il est remarquable sur un gâteau à la farine de châtaigne ou une tourte paysanne. Il se révèle parfait sur les fromages forts et les gâteaux secs.

## Économie

### Structure des exploitations

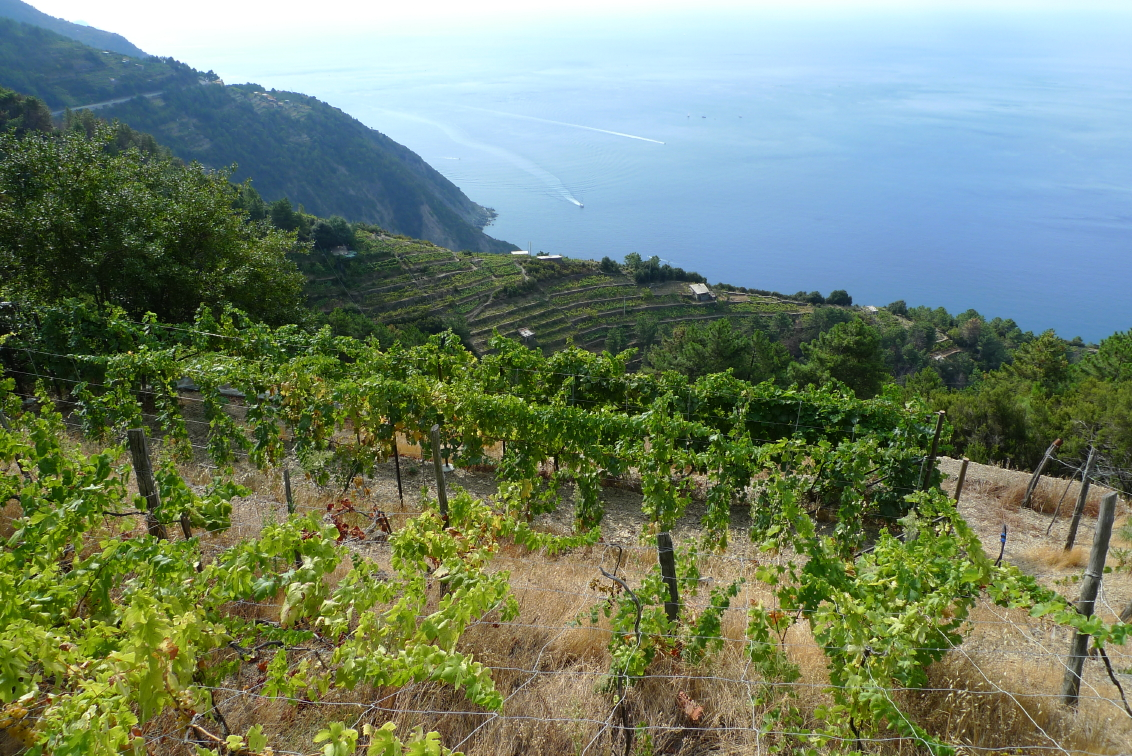
Lopin de vigne à Manarola.

La zone des Cinque Terre permettant de produire des vins d'appellation est de 90 hectares. Mais seuls 70 hectares sont exploités. La taille moyenne des exploitations est située entre 3 000 et 3 500 mètres2. La population des viticulteurs est plus que vieillissante puisque leur âge moyen tourne autour de 72 ans, de plus la très grande majorité d’entre eux sont pluriactifs.
La cave coopérative vinicole est sise à Groppo de Riomaggiore, un lieu-dit de Manarola. Elle a été construite en 1982 avec les mêmes pierres que celles utilisées pour les terrasses des vignes. La Cooperativa Agricoltura ou Cantina delle Cinque Terre vinifie avec les technologies les plus modernes. Elle regroupe 300 adhérents, qui exploitent 45 hectares, mais il existe quelques aziendas qui vinifient et commercialisent leurs propres vins.

### Liste des producteurs
Ils sont au nombre de sept.
- Cooperativa Agricoltura de Cinque Terre a.r.l., Groppo, Manarola
- Azienda Agricola Buranco de Kurt Wachter, Monterosso al Mare
- Azienda Vinicola La Polenza, Corniglia
- Walter de Battè, Riomaggiore
- Forlini et Cappellini, Manarola
- Pagni Vini S.a.S. d'Arrigoni Riccardo et Cie, La Spezia
- Sassarini Natale, Monterosso al Mare

### Commercialisation

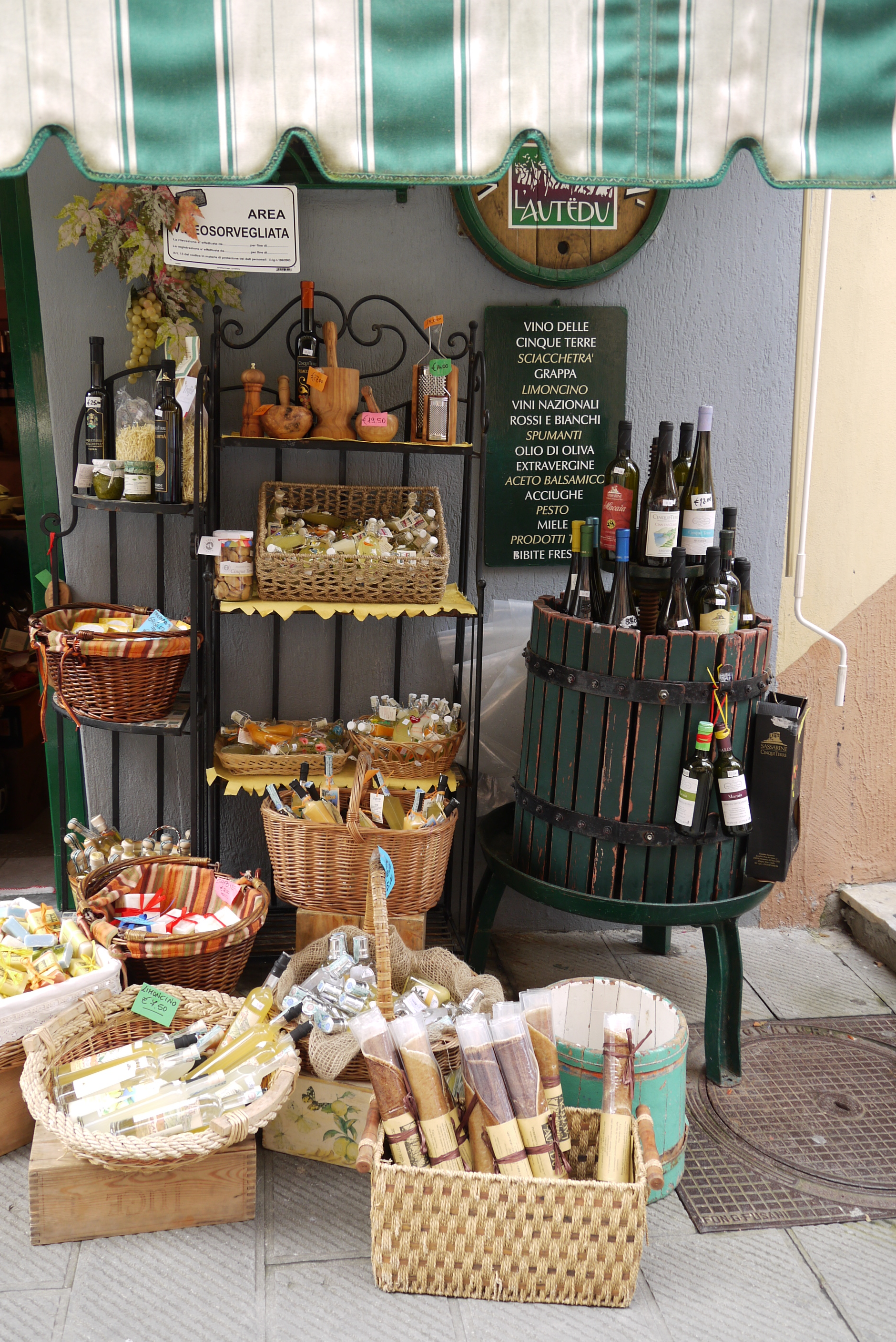
Vente de Sciacchetrà et de Cinque Terre DOC à Manarola.

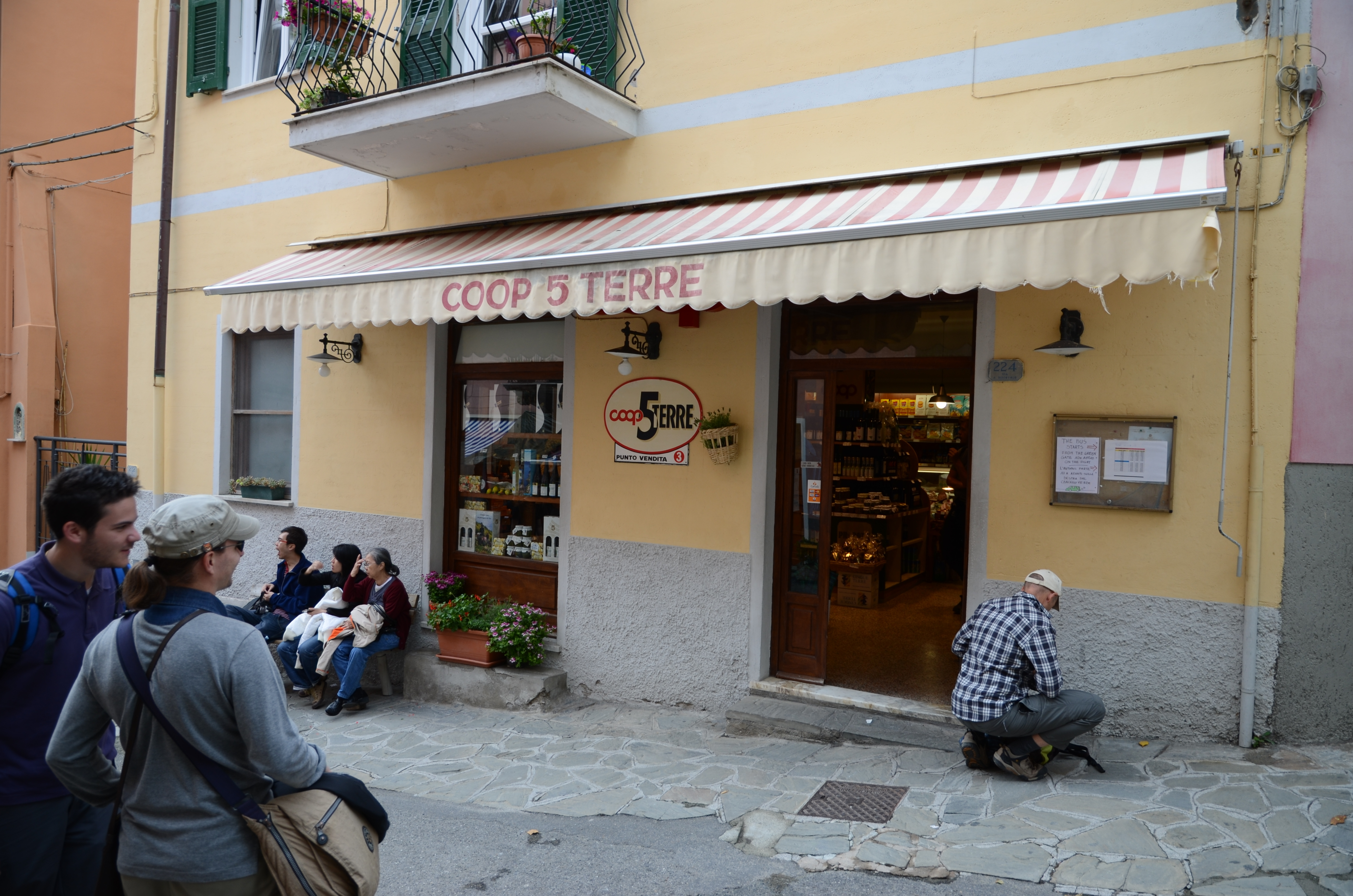
Point de vente 3 de la coop 5 Terre à Manarola.

Le "Cinque Terre Sciacchetrà" passito ne peut être commercialisé qu'après le 1er novembre de l'année suivant la récolte.
Le "Cinque Terre Sciacchetrà" réserve ne peut pas être mis sur le marché avant le 1er novembre 3e année suivant la récolte. Le Sciacchetra Riserva peut vieillir soit en cuve acier inoxydable, soit en cuve composite de type vetroresina, soit en fût de chêne.
Pour sa production d'excellence, la Sciacchetrà a été reconnu comme Presidio Slow Food. Mais ces vins Sentinelle Slow Food peuvent aller de la version pour touriste à des vins rarissimes. Ce qui explique l'éventail de leurs prix de 30 € à 169 €, la bouteille de 37,5 centilitres,.
En 2013, du 30 août au 1er septembre, Monterosso a accueilli un festival consacré au Cinque Terre Sciacchetrà. Ce vin encore peu connu, au coût élevé, contribue pourtant à pérenniser une partie importante de la culture et des traditions ligures, et de préserver un paysage classé site du patrimoine mondial par l'UNESCO. Parfaire sa notoriété est le but que s'est fixé le festival passito des Cinque Terre, dont la première édition a coïncidé avec les 40 ans de cette DOC.